# Barthos
Der Barthos ist ein Fluss in Frankreich, der in der Region Nouvelle-Aquitaine verläuft. Er entspringt unter dem Namen Ruisseau de Labarthe an der Gemeindegrenze von Saint-Martin-Curton und Antagnac, entwässert generell in westlicher Richtung und mündet nach rund 23 Kilometern an der Gemeindegrenze von Cudos und Lerm-et-Musset als rechter Nebenfluss in den Ciron. Auf seinem Weg durchquert der Barthos die Départements Lot-et-Garonne und Gironde.

## Orte am Fluss
- Bon Loc, Gemeinde Sillas
- Le Barthos, Gemeinde Marions
- Moulin de Muset, Lerm-et-Musset
- Agnaoutoun, Gemeinde Lerm-et-Musset